# 溪尾镇
溪尾镇，是中华人民共和国福建省宁德市福安市下辖的一个乡镇级行政单位。

## 行政区划
溪尾镇下辖以下地区：
新溪社区、溪尾村、溪边村、众坑村、渔岐村、坎下村、林田村、仙洋村、利洋村、溪邳村、坂村、下邳村、湖岭村、石合村和临江村。